# 사당천
사당천(舍堂川)은 반포천으로 합류했던 대한민국의 하천이다. 1991년에 복개되었다.

## 복개와 보행자 중심 거리
사당천은 1982년에서 1991년까지 복개공사를 했는데, 복개가 된 사당천 일부 자리는 공영주차장으로 바뀌었다. 사당역과 방배동 뒷벌공원을 잇는 1.8km의 복개도로가 보행자 중심 거리로 만들어진다. 사당역에서 이수역의 1km 구간에는 중앙보도를 설치해 사람은 도로 중앙으로, 자동차는 양 옆으로 다니도록 한다. 사계절 이용 가능한 569m²넓이의 아이스링크도 만들어진다. 사당역 부근에는 소규모 공원이, 방배경찰서 앞 광장에는 인공연못 2곳이 조성된다. 또한 이 자리에는 벼룩시장도 열릴 예정이다.